# Ważność (filozofia)
Ważnością/obowiązywaniem (nm. Gültigkeit) zajmuje się aksjologia. Pokrewne pojęcie to powinność.

## Pojęcie
Filozoficznie rozumiana ważność nie jest pojęciem jednoznacznym:
1. Ważność w sensie powszechnej ważności - Rudolf H. Lotze i Wilhelm Windelband. Dla Windelbanda ważność nie jest ani rzeczą, ani stanem, ani czynnością, lecz stanowi formę oraz porządek, w którym znajduje się byt[1].
2. Ważność w sensie prawdy - Bruno Bauch. Bauch odróżnia obowiązywanie powiązane z faktycznym aktem sądzenia od ważności jako relacji między przedmiotami[1].
3. Ważność etyczna jako obowiązywanie norm etycznych.